# Gering

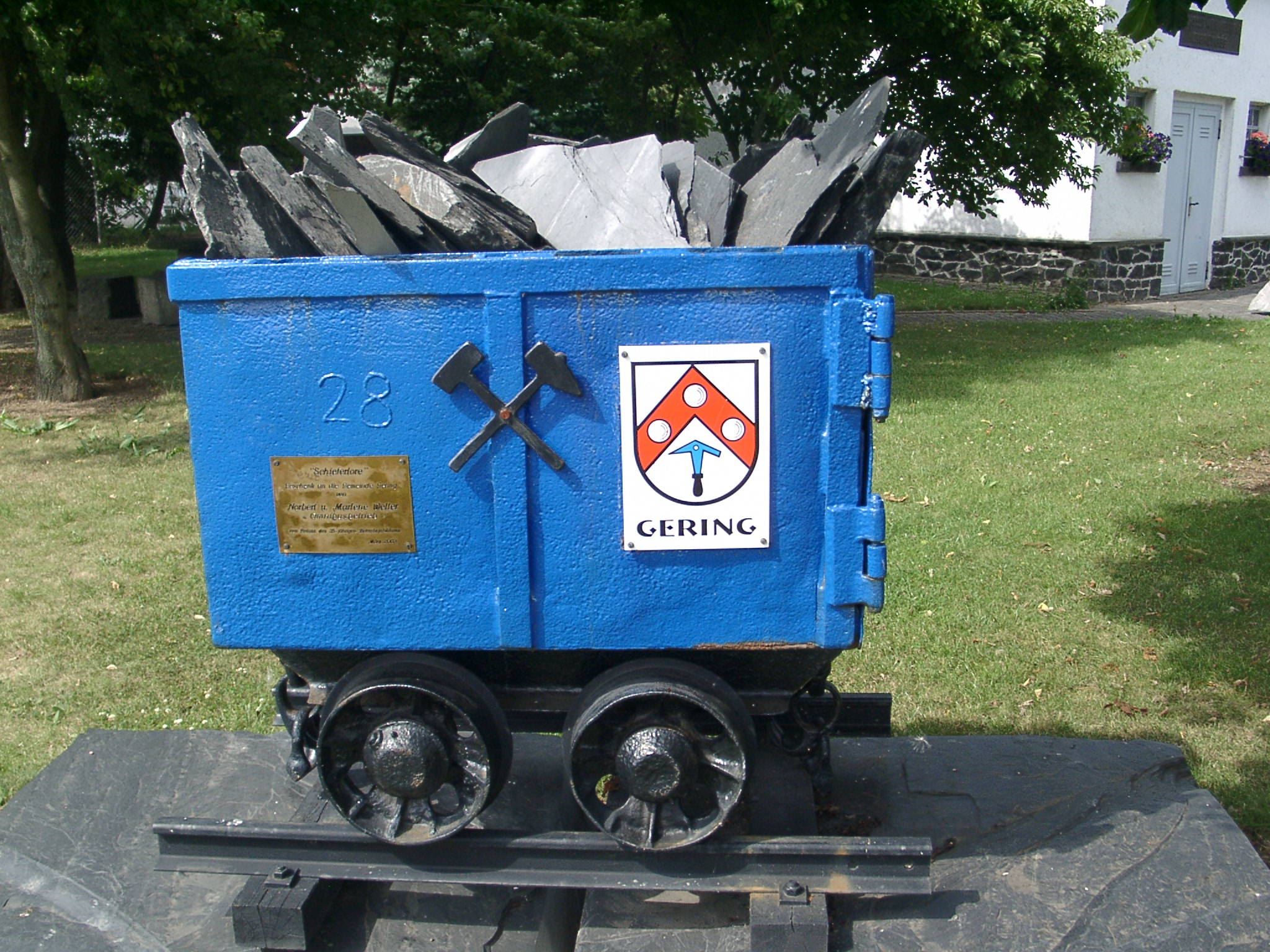
Lore mit Ortswappen zur Erinnerung an den Schieferbergbau

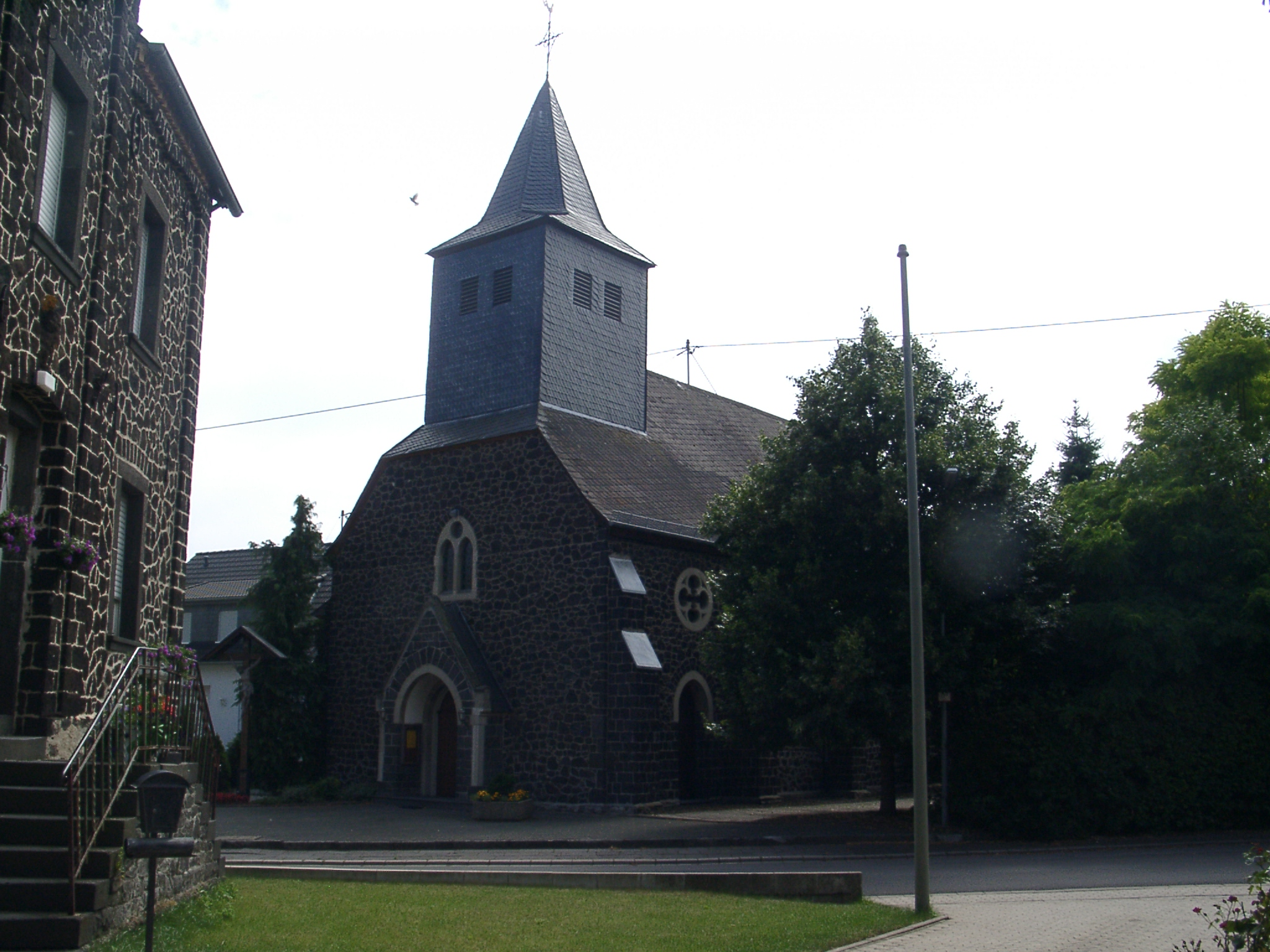
Kirche St. Nikolaus

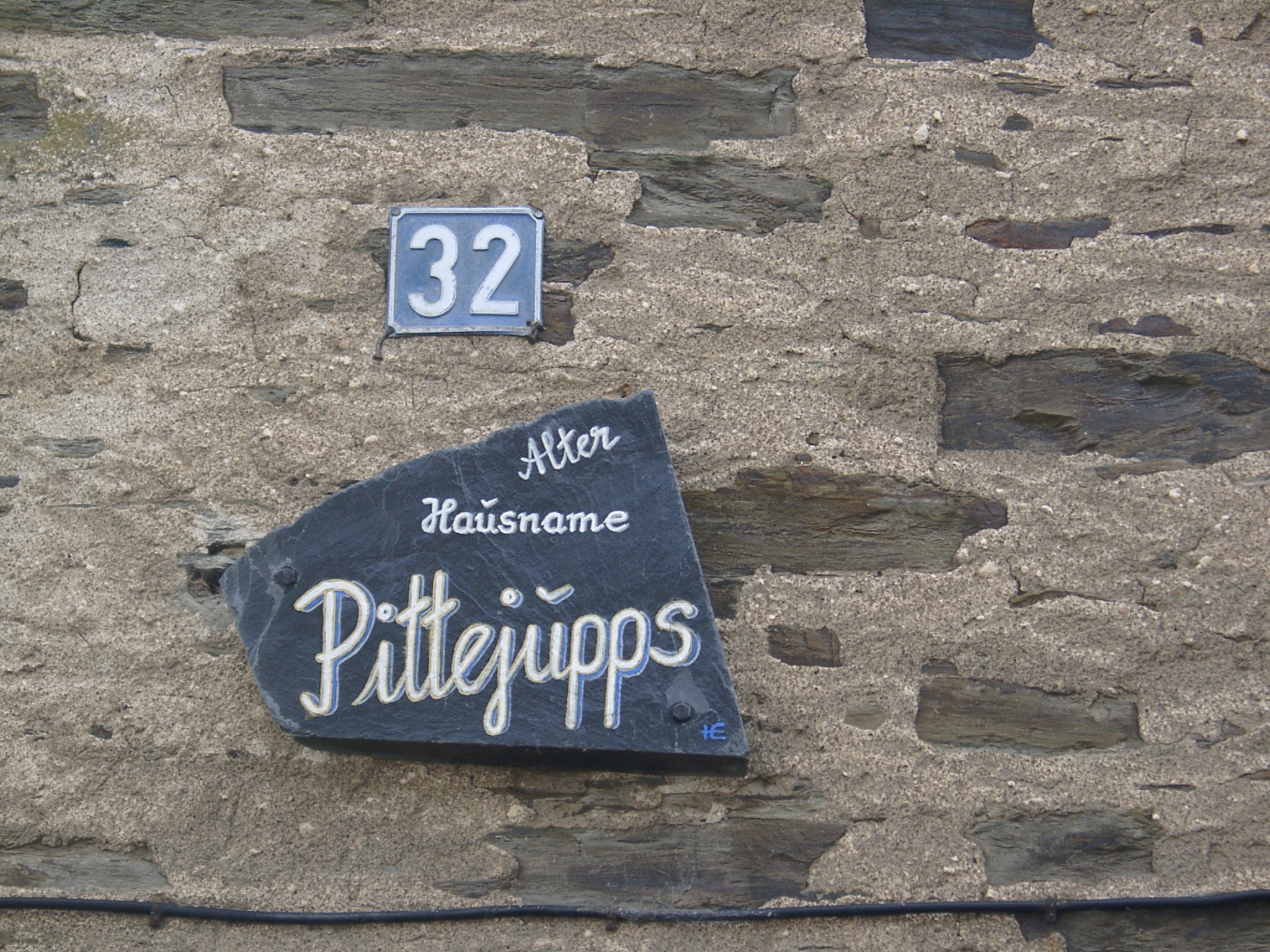
Schild mit ehemaligem Hausnamen

Gering ist eine Ortsgemeinde im Landkreis Mayen-Koblenz in Rheinland-Pfalz. Sie gehört der Verbandsgemeinde Maifeld an, die ihren Verwaltungssitz in der Stadt Polch hat.

## Geographie
Gering liegt etwa fünf Kilometer südwestlich der Stadt Polch. Naturräumlich lässt sich der Großteil des Gemeindegebiets mit dem Hauptort dem flach gewellten Obermaifeld zuordnen, der Südteil hingegen dem Elztal (Tal des Elzbachs). Dort erreicht das Gemeindegebiet am Elzbach mit knapp 215 m ü. NHN seinen tiefsten, an der nordwestlichen Grenze am Hang der Einiger Höhe mit 360 m ü. NHN seinen höchsten Bodenpunkt. Zu Gering gehört der am Elzbach gelegene Wohnplatz Geringermühle.

## Geschichte
Gering wurde 1257 erstmals urkundlich als Girreke erwähnt, später als Girniche,
Gyrneke oder auch Jerrich.
1563 zählte die Ortschaft unter dem Namen Gerink 13, 1684 15 Feuerstellen. Landesherrlich gehörte sie bis Ende des 18. Jahrhunderts zum Kurfürstentum Trier und unterstand der Verwaltung des Amtes Münster-Maienfeld. Gering war Sitz eines Heimburgers im Hochgericht Münster-Maienfeld.
Einwohnerentwicklung
Die Entwicklung der Einwohnerzahl von Gering, die Werte von 1871 bis 1987 beruhen auf Volkszählungen:
| Jahr | Einwohner |
| ---- | --------- |
| 1815 | 146       |
| 1835 | 229       |
| 1871 | 241       |
| 1905 | 274       |
| 1939 | 273       |

| Jahr | Einwohner |
| ---- | --------- |
| 1950 | 308       |
| 1961 | 263       |
| 1970 | 265       |
| 1977 | 271       |
| 1987 | 274       |

| Jahr | Einwohner |
| ---- | --------- |
| 1997 | 367       |
| 2005 | 407       |
| 2011 | 403       |
| 2017 | 400       |
| 2023 | 406       |

## Politik

### Gemeinderat
Der Gemeinderat in Gering besteht aus acht Ratsmitgliedern, die bei der Kommunalwahl am 9. Juni 2024 in einer Mehrheitswahl gewählt wurden, und der ehrenamtlichen Ortsbürgermeisterin als Vorsitzender.

### Bürgermeister
Anke Welter wurde am 30. September 2024 Ortsbürgermeisterin von Gering. Da bei der Direktwahl am 9. Juni 2024 kein Wahlvorschlag eingereicht wurde, oblag die Neuwahl des Bürgermeisters gemäß rheinland-pfälzischer Gemeindeordnung dem Rat. Nachdem auch dieser bei seiner konstituierenden Sitzung keinen Kandidaten gefunden hatte, wurde Anke Welter auf der folgenden Sitzung einstimmig zur Ortsbürgermeisterin gewählt.
Frühere Ortsbürgermeister:
- 2021 bis 2024: Mechthild Ackermann[9][10][8]

- 2019 bis 2021: Thomas Welter[11][12]
- 2009 bis 2019: Klaus Scherer[13]
- 1994 bis 2009: Walter Pies[14]

### Wappen
| Wappen von Gering | Blasonierung: „In Silber ein überhöhter roter Sparren, belegt mit drei silbernen Kugeln, darunter ein blauer Schieferhammer mit schwarzem Griff.“ |
| Wappen von Gering | Wappenbegründung: Rot und Silber erinnern an Kurtrier, während die Kugeln auf den Kapellenpatron Nikolaus verweisen. Da Gering lange durch den Schieferbergbau geprägt wurde, hat man den Schieferhammer in das seit 1978 geführte Wappen aufgenommen. |

## Kirche
In der katholischen Nikolauskapelle von 1922 wurde ein Hochaltaraufsatz vom Ende des 18. Jahrhunderts vom Vorgängerbau übernommen.

## Hausnamen
Ein besonderes Traditionsbewusstsein in der Gemeinde zeigt sich daran, dass viele Hausbesitzer neben den Hausnummern Schilder angebracht haben, auf denen die traditionellen Hausnamen stehen.